# Portree
Portree (Schots-Gaelisch: Port Rìgh) is de grootste plaats op het eiland Skye in Schotland. Portree ligt aan de oostzijde van het eiland, geflankeerd door hoge kliffen. De plaats heeft circa 4000 inwoners. De stad ligt aan de A87 die de plaats verbindt met het vasteland via de Skye Bridge. Portree is een toeristisch centrum op Skye, en verschillende busdiensten verbinden Portree met de rest van het eiland.
Portree heeft onder andere enkele winkelstraten, een haven, een VVV en een ziekenhuis. De enige middelbare school van het eiland bevindt zich in Portree.

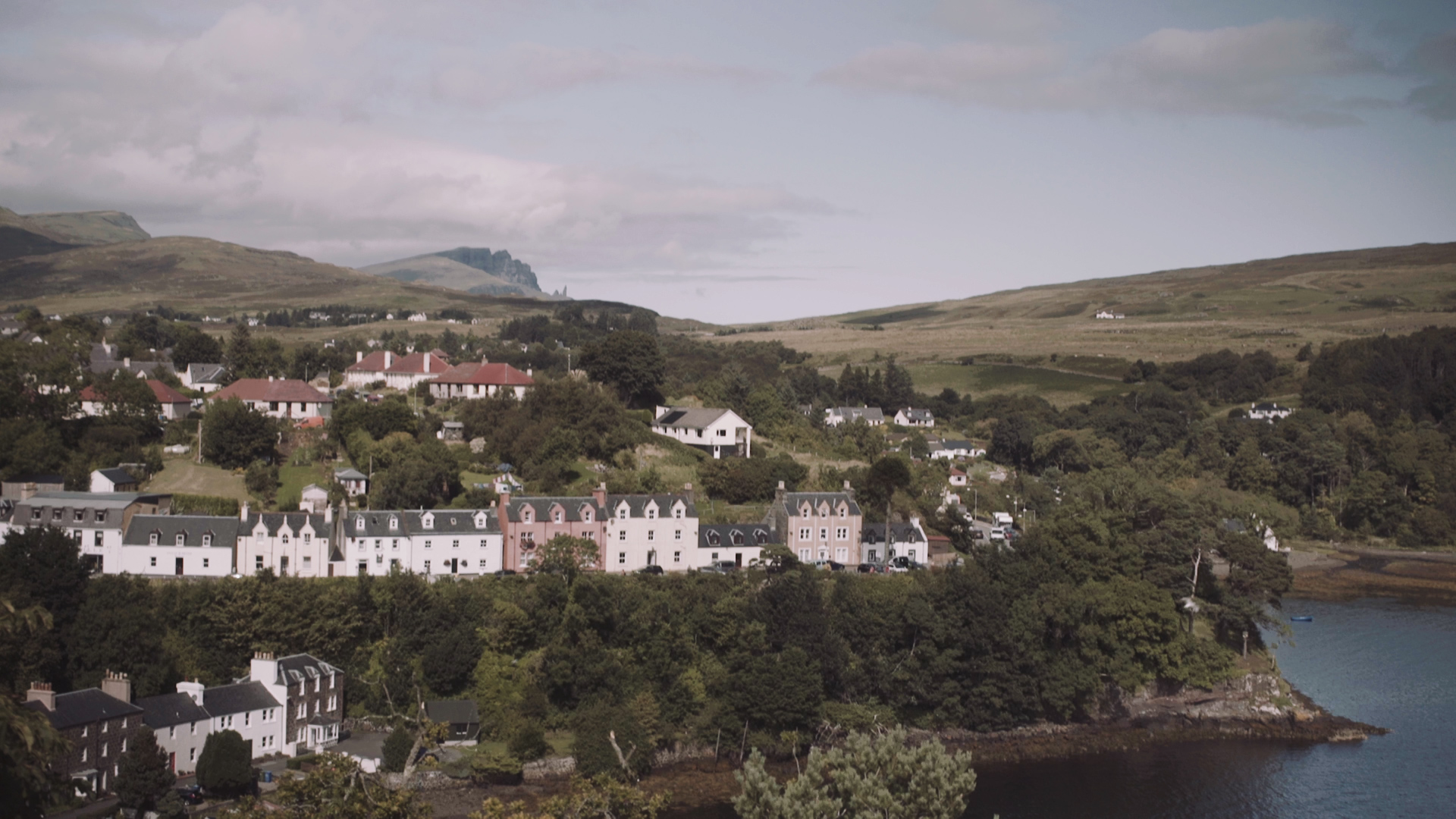

## Geschiedenis
In de 18de eeuw was de stad een populair vertrekpunt om naar Amerika te reizen. Vele Schotten lieten hun land hier achter om een beter leven op te bouwen en aan de armoede te ontsnappen. Tijdens een groot voedseltekort in 1846 (Highland Potato Famine) begon de stad vis te exporteren, wat de lokale economie enorm deed groeien. De haven werd vaak gebruikt als rustpunt om verder te reizen naar de Buiten-Hebriden.
Portree had de laatste manuele telefooncentrale van het Verenigd Koninkrijk. Die ging dicht in 1976.

## Geboren
- Andrew Lindsay (1977), roeier